# International Association for the Plant Protection Sciences
L'International Association for the Plant Protection Sciences (IAPPS, Association internationale des sciences de la protection des plantes) est une association internationale de spécialistes de la protection des plantes qui se consacre à la promotion, au niveau mondial, de la protection intégrée des cultures. 
L'association est structurée sous forme de huit réseaux régionaux, le dirigeant de chacun de ces centres régionaux est membre du conseil d'administration de l'IAPPS et participe à la coordination du réseau mondial.
Les principales activités de l'IAPPS consistent en :
1. l'organisation d'un congrès mondial sur la protection des plantes (IPCC, International Plant Protection Congress), qui se tient en moyenne tous les quatre ans. Le prochain est prévu à Berlin (Allemagne) en août 2015, sur le thème suivant : « Mission possible : de la nourriture pour tous grâce à une protection des plantes appropriée »[Passage à actualiser].
2. la publication d'une revue scientifique, Crop Protection Journal, éditée par Elsevier et dont chaque numéro comprend un exemplaire du bulletin d'information de l'IAPPS (IAPPS Newsletter). Ce bulletin en langue anglaise peut être consulté en ligne sur le site de l'IAPPS[1].